# Barret, Charente

Barret este o comună în departamentul Charente, Franța. În 1 ianuarie 2022 avea o populație de 1.092 de locuitori.